# Daphne Wellens
Daphne Wellens (Vilvoorde, 17 april 1988) is een Belgisch actrice en zangeres. Haar bekendste rol was als Leen Avondts in de jongerenreeks Spring. Van 1998 tot 2002 was ze danseres in de Samson & Gert Kerstshow. In 2000 deed ze mee aan de Belgische versie van de musical Pinokkio. En later was ze een van de 6 leden van de 6 Teens, van 2002 tot 2004. Voor de 6 Teens werden opgericht, dansten en zongen ze in het achterkoor mee in de videoclips van Samson en Gert en in die van Big en Betsy.
Vanaf oktober 2009 speelt ze een van de hoofdrollen in de serie De Rodenburgs op VTM als 'Freya'. Ook in het tweede seizoen is ze weer te zien. Verder was ze in 2012 ook te zien in een gastrol in het vierde seizoen van Vermist en in het tweede seizoen van Rox. In de serie Spitsbroers speelt ze een bijrol. Ze speelde vervolgens in 2014 mee in Welkom in de Wilton. Ze vertolkte een aantal rollen in sketches in Echt niet OK en had een bijrol in Patrouille Linkeroever en Redbad. In 2017 had ze samen met haar jarenlange vriendinnen Frances Lefebure en Evelien Bosmans een hoofdrol in de langspeelfilm Charlie en Hannah gaan uit.
In 2019 maakt ze deel uit van de cast van de musical '40-'45 van Studio 100, waarin ze afwisselend met Nathalie Meskens, Clara Cleymans, Ianthe Tavernier, en Laura Tesoro de rol van Sarah speelt. Ook had ze de rol van Marieke in de Nederlandse misdaadserie Keizersvrouwen. In 2021 vertolkte ze als Violet een van de hoofdrollen in de televisieserie F*** you Very, Very Much en is ze te zien als deelneemster in De Slimste Mens ter Wereld waar ze 1 aflevering meedeed.
In 2023 nam ze deel met Frances Lefebure aan de Code van Coppens.
In 2025 vertolkte ze een rol in het theaterstuk “Stilte a.u.b.” van Backstage Productions.
- MusicBrainz: 76675c61-c615-4fb5-968e-4ef7db52e754